# Adventor z Turína
Svatý Adventor z Turína byl mučedníkem. Původní informace nejsou k dispozici, ale je spojován s Thébskou legií. Byl zabit roku 297 za pronásledování křesťanů za vlády císaře Maximiana. Je uváděn spolu se svatými Octaviem a Solutorem jako mučedníci Turína.
Jeho svátek se slaví 20. prosince.